# Paradise Football Club International
Pour les articles homonymes, voir Paradise.
Ne doit pas être confondu avec Paradise Football Club, un club de football de la Barbade.
Maillots
Le Paradise Football Club International est un club de football de la Grenade, basé à paroisse de Saint Andrew, dans l'est de l'île. Il joue ses rencontres à domicile au Progress Park de Grenville, le chef-lieu de la paroisse.

## Repères historiques
Fondé en 1993 sous le nom de ASOMS Paradise, le club remporte son premier titre national en 2005 avec un succès en championnat. Son palmarès compte actuellement trois titres de champions et quatre Coupes nationales. Il prend son nom actuel en 2014.
Malgré son palmarès, il n'a pour le moment jamais pris part à une compétition continentale car la fédération grenadienne n'a que ponctuellement aligné des formations lors des rencontres internationales.

## Palmarès
- Championnat de Grenade (6)
  - Champion : 2005, 2007, 2010,  2014, 2019, 2023-24

- Coupe de Grenade (4)
  - Vainqueur : 2009, 2012, 2015, 2016